# Studia philosophica (Schweiz)
Die Studia philosophica (Untertitel: Schweizerische Zeitschrift für Philosophie) ist eine Fachzeitschrift für Philosophie und Organ der Schweizerischen Philosophischen Gesellschaft. Darin werden Fachartikel in deutscher, französischer, italienischer und englischer Sprache publiziert.
Die Zeitschrift wurde ursprünglich als Jahrbuch der Schweizerischen Philosophischen Gesellschaft gegründet. Unter diesem Namen erschienen die ersten fünf Ausgaben von 1941 bis 1945 im Verlag für Recht und Gesellschaft. Seit 1946 erscheint die Zeitschrift unter dem Namen Studia philosophica im Schwabe Verlag. Von 1947 bis 1975 betreute Hans Kunz die Redaktion der deutschsprachigen Ausgabe, danach Anton Hügli.